# Emmuska Orczy
Emmuska Orczy, właśc. Emma Magdolna Rozália Mária Jozefa Borbála Orczy de Orczi, ps. „Baronowa Orczy” (ur. 23 września 1865, zm. 12 listopada 1947 w Henley-on-Thames) – angielska pisarka pochodzenia węgierskiego.
Jej najbardziej znane dzieło to Szkarłatny kwiat.